# Cynoglossus acutirostris
Cynoglossus acutirostris es una especie de pez de la familia Cynoglossidae en el orden de los Pleuronectiformes.

## Distribución geográfica
Se encuentran en el Mar Rojo y al Golfo de Adén.